# Castelo da Frouseira

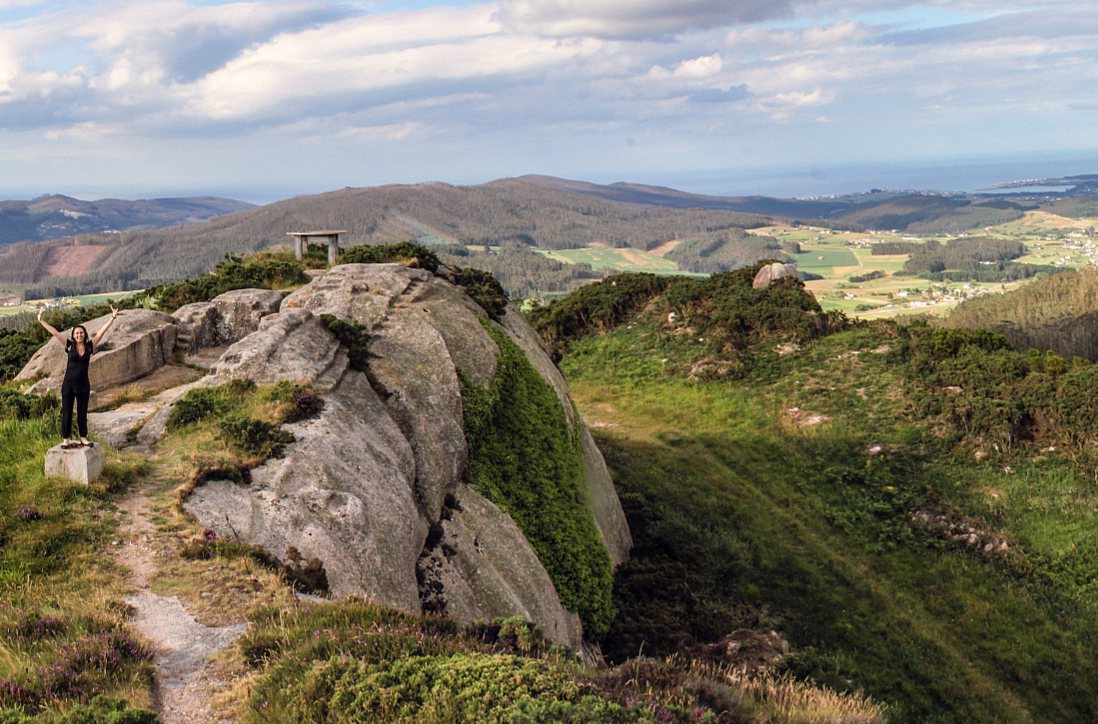

O Castelo da Frouseira, também denominado de Fortaleza da Frouseira, localiza-se na paróquia de Santa Cilla do Valadouro, no município de Foz, na província de Lugo, comunidade autónoma da Galiza, na Espanha.
Ergue-se no alto do pico da Frouseira, a quase 500 metros acima do nível do mar. Este castelo não deve ser confundido com o de Castrodouro, em Alfoz.

## História
O castelo integrou os domínios da Mitra de Mondonhedo e, provavelmente, foi um dos bens que Pero Pardo de Cela recebeu como dote ao desposar Isabel de Castro, filha do conde de Lemos e sobrinha do bispo D. Enrique de Castro. Na Frouxeira, desde o início de 1481 até à quase à sua morte, em Dezembro de 1483, Pero Pardo defendeu-se denodadamente contra as tropas dos Reis Católicos, capitaneadas por Luis de Mudarra e comandadas por Fernando de Acuña, que, acerca do ano e meio que passou na Galiza, referiu: "harto tenía que hacer porque tenía cercado a Pedro Pardo en Peña Frouseira". Sabe-se ainda, pelo testemunho de Luis de Mudarra, que muita gente pereceu no cerco ao castelo que, por sua posição, é praticamente inexpugnável. Pela dificuldade que as tropas castelhanas tiveram em conquistá-lo pelas armas, os seus comandantes urdiram uma traição e, senhores da praça, arrasaram-na completamente.
Estes dois feitos, a defesa denodada e a traição, fincaram raízes no imaginário popular, dando origem a versos e canções, repetidos desde então pelas feiras e mercados. Assim, é através do folclore que conhecemos o nome do traidor, Roi Cofano do Valedouro:
"Destes fora Capitán
o Cofano do Valedouro
Que ainda que fora un mouro
Non me deran mais afán."
Do mesmo modo, pouco após a degola do Mariscal, foi composto um "cantar", ou "pranto" da Frouseira, onde se mitifica a dura batalha que o Mariscal e seus homens travaram juntos:
"A min chaman toda Mira
Señora do gran tesouro,
Por estrela esclarecida,
xago neste Valedouro."
Nele, a Frouseira passa a ser admirada, qualificada como "estrela clara e senhora do grande tesouro". E, em seguida, o cantar refere a traição:
"De min a triste Frouseyra
Que por treyçon foy vendida
Derribada na ribeyra
Ca jamais se veo vencida."
Os poetas populares já à época se davam conta que, apesar de ter sido conquistada e arrasada, a Frouseira "jamais se viu vencida", passando desde então a constituir-se em símbolo de luta e resistência.
Declarado como Bem de Interesse Cultural, actualmente encontra-se em ruínas.